# 기노사키정
기노사키정(城崎町)은 효고현 북동부에 있던 정이다.
2005년 4월 1일 도요오카시, 기노사키군 다케노정, 히다카정, 이즈시군 이즈시정, 단토정과 대등 합병해 새로운 도요오카시가 되었기 때문에 소멸하였다.

## 지리
마루야마강의 서안을 따라 시가지가 있으며, 그 안에 기노사키 온천도 위치한다. 덧붙여 동해에 극히 가까운 인상이 있지만, 정역은 도요오카시와 다케노정과 안긴 듯한 입지를 이루고 있어 바다에는 직접 접해 있지 않다.

## 역사
- 1889년 4월 1일 - 정촌제 시행과 함께 3개의 촌의 구역을 확대해 유시마촌이 성립하였다.
- 1895년 4월 1일 - 정으로 승격과 함께 기노사키정으로 개칭되었다.
- 1955년 2월 1일 - 우치카와촌과 합병해 새로운 기노사키정이 되었다.
- 2005년 4월 1일 - 도요오카시, 기노사키군 다케노정, 히다카정, 이즈시군 이즈시정, 단토정과 합병해 새로운 됴요오카시가 성립하였다. 동일 기노사키정은 폐지되었다.

## 교통

### 철도
- 서일본 여객철도 산인 본선